# Cryphia pectinata
Cryphia pectinata là một loài bướm đêm trong họ Noctuidae.